# 雑記帳

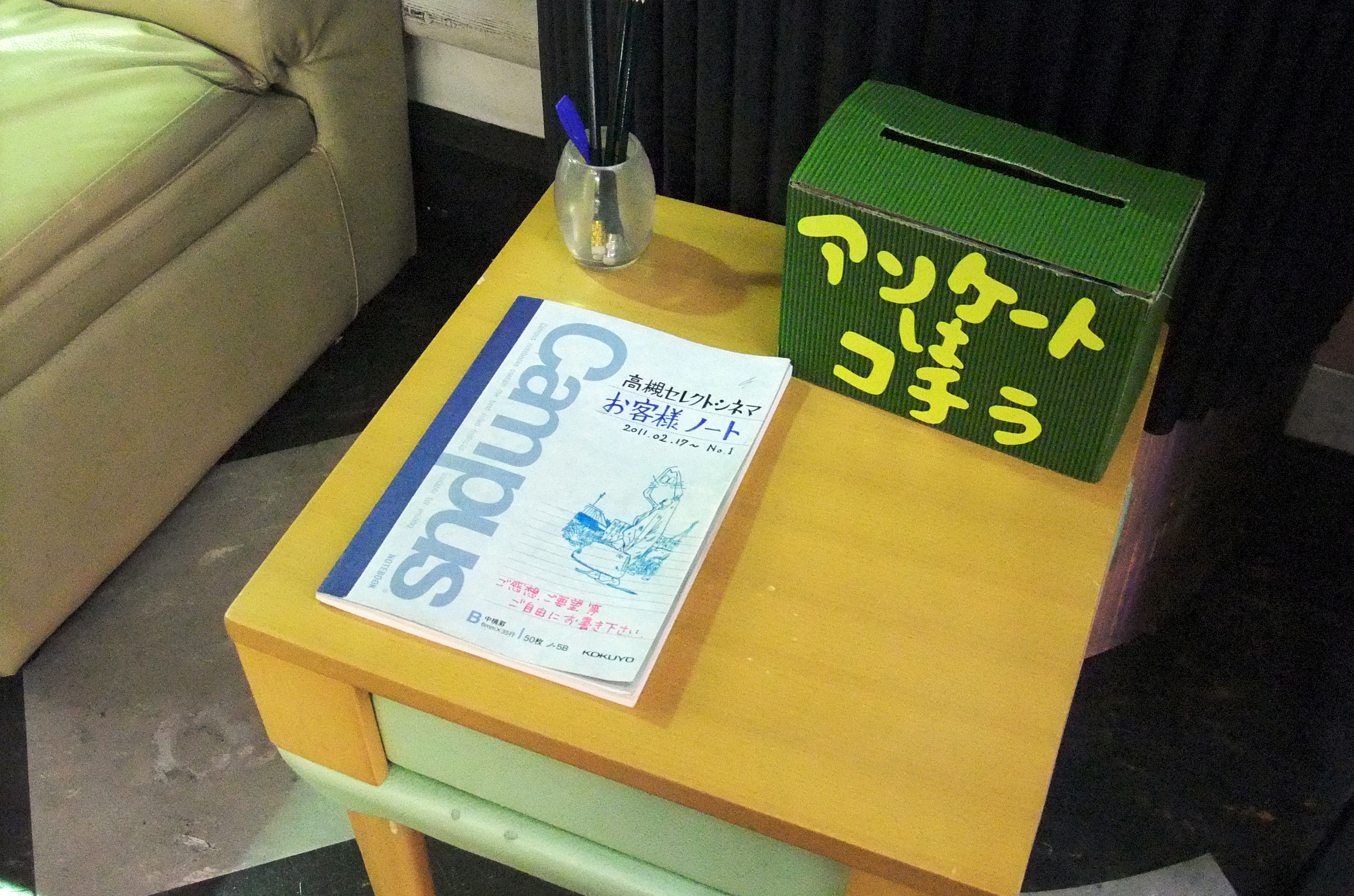
高槻セレクトシネマにて

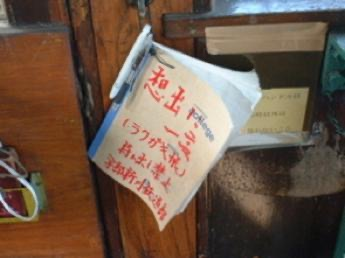
かつてJR小野田線で運行されていたクモハ42001に備え付けられていたノート（2002年頃撮影）

雑記帳（ざっきちょう）とは、一般には他人が読んでも構わない程度の個人の感想や意見などを記載するものである。

## 概要
職場・教室（学級・クラス）・大学のサークル等、限られた範囲で使用されるものはその仲間内での連絡に使われる場合もあるが、一般には名所や無人駅など直接的に管理するものがいない場所に設置されているものは、訪問者が自身の出身地やその場所に関する想い等を一般的に記載する（無人駅にあるものは主に駅ノートと呼ぶ）。
しかし、中にはペンション・ホテル等の宿帳の補完の意味合いでその場所の「目安箱」という意味で設置されている場合もある。
また、個人のそれは例えば夕食の書きつけや予定の覚え書きを記載することが多く、備忘録（びぼうろく）として使用している場合もある。
主に、大学ノートや手帳が用いられる。

## ギャラリー

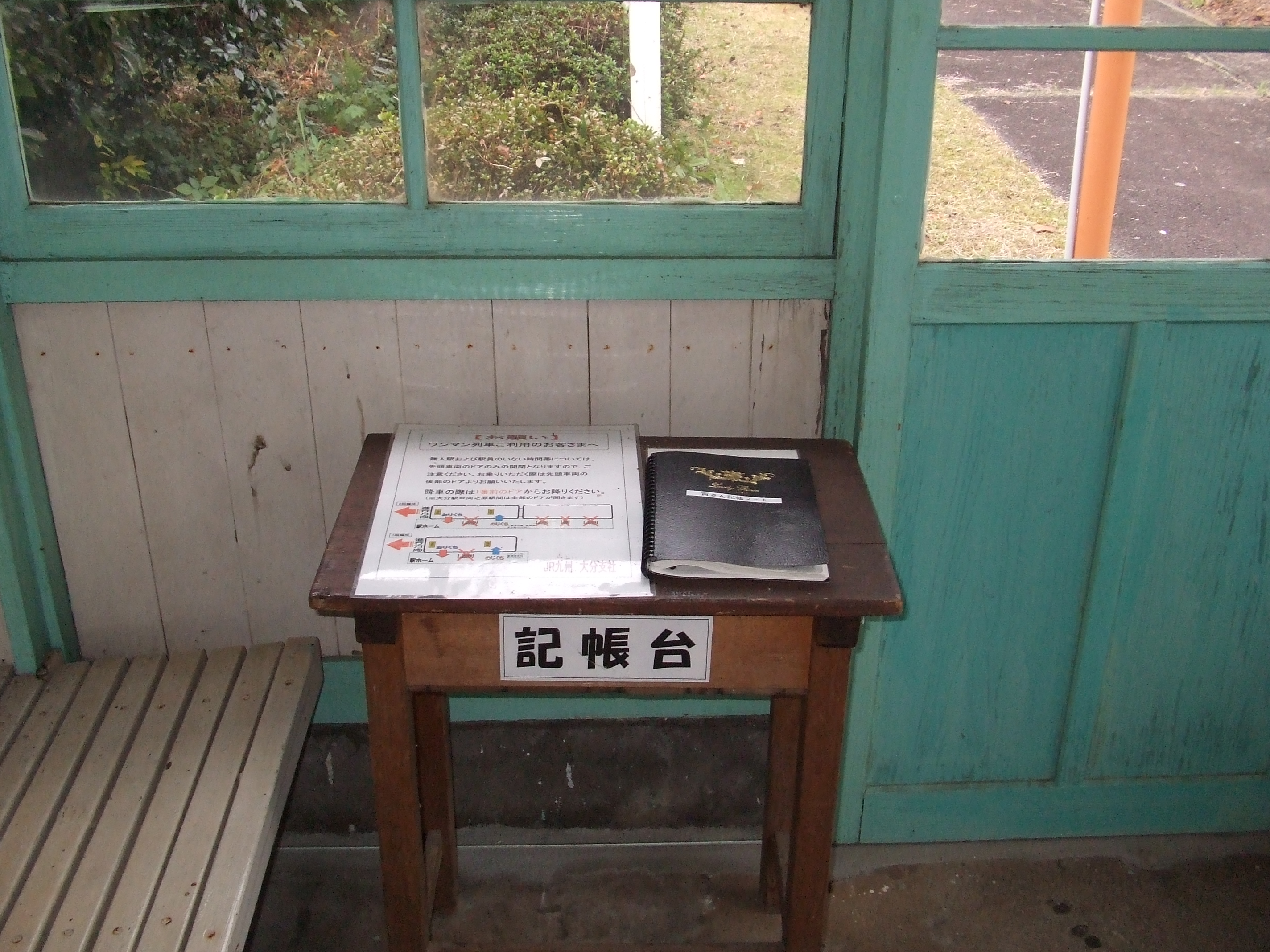
駅ノート（湯平駅）

## 関連事項
- 電子掲示板
- ブログ
- 備忘録